# مويسيس هرنانديز
مويسيس هرنانديز هو لاعب تايكوندو دومينيكاني، ولد في 22 مارس 1993.

## وصلات خارجية
- مويسيس هرنانديز على موقع TaekwondoData.com (الإنجليزية)
- مويسيس هرنانديز على موقع أوليمبيديا (الإنجليزية)